# Stenopogon peregrinus
Stenopogon peregrinus är en tvåvingeart som beskrevs av Seguy 1932. Stenopogon peregrinus ingår i släktet Stenopogon och familjen rovflugor. Inga underarter finns listade i Catalogue of Life.